# Lepidostomatidae
Famille
Les Lepidostomatidae (lépidostomatidés en français) constituent une famille d'insectes ptérygotes qui comprend trois genres :
- Crunoecia, avec :
  - Crunoecia irrorata
- Lepidostoma, avec :
  - Lepidostoma hirtum
- Lasiocephala, avec :
  - Lasiocephala basalis